# (36778) 2000 SU1
2000 أس يو 1 (ويعرف أيضًا باسم (36778) 2000 أس يو 1 وفق تسمية الكوكب الصغير) (بالإنجليزية: 2000 SU1)‏ هو كويكب ضمن حزام الكويكبات؛ وترتيبه 36778 من حيث الاكتشاف.
اكتُشف هذا الجُرم الفلكي بواسطة Uppsala–DLR Asteroid Survey ‏ في 19 سبتمبر 2000.

## وصلات خارجية
- (36778) 2000 SU1 في قاعدة بيانات مختبر الدفع النفاث لأجرام النظام الشمسي الصغيرة

- الاكتشاف · مخطط المدار ·  العناصر المدارية · المعلمات المادية

- (36778) 2000 SU1 على موقع ويكي سكاي: DSS2, SDSS, GALEX, IRAS, Hydrogen α, X-Ray, Astrophoto, Sky Map, Articles and images